# Charlotte Anita Whitney
Charlotte Anita Whitney (7 juillet 1867 - 4 février 1955) était une femme politique américaine membre du Parti communiste USA.

## Biographie

### Naissance
Charlotte Anita Whitney est né le 7 juillet 1867 à San Francisco au sein d'une famille influente comprenant un membre de la Cour suprême des États-Unis, Stephen Johnson Field, et l'homme d'affaires Cyrus Field. En 1889, elle fut diplômée du Wellesley College.

### Réveil face aux questions sociales
En 1893, elle est fortement affectée par la visite d'un quartier pauvre de New York et développe dès lors une forte attention aux questions sociales. En 1901, elle prend position en faveur de Katherine C. Felton qui a démissionné de sa fonction de surintendant chargé de la charité pour la ville d'Oakland. Elle prend par ailleurs une part active au sein du mouvement en faveur du droits de vote des femmes.

### Pacifisme et engagement communiste
Lors du déclenchement de la Première Guerre mondiale, Whitney, qui est pacifiste, adhère au Parti socialiste d'Amérique. Lors de la scission de ce dernier en août 1919, elle rejoint les radicaux qui constituent le Parti communiste des États-Unis d'Amérique (CPUSA). C'est à la suite d'un meeting à Oakland en faveur du nouveau parti qu'elle est arrêtée et finalement condamnée en vertu de la législation permettant de réprimer l'activité syndicale.
Bien que libérée pour raisons de santé peu de temps après sa condamnation, son combat en appel contre cette dernière, qui débouche en 1927 sur la confirmation de la peine par la Cour suprême des États-Unis, va en faire une figure populaire de la gauche radicale. Elle fut finalement graciée par le gouverneur de Californie Clement Calhoun Young.
En 1924, elle se présenta aux élections pour désigner les contrôleurs d'état en Californie et obtient environ 100 000 votes. En 1936, en raison de sa popularité, elle fut nommée au poste symbolique de présidente du CPUSA. 
Malgré un harcèlement judiciaire constant, elle n'abandonna jamais son engagement et se présenta à deux reprises aux Sénat des États-Unis sous les couleurs communistes. C'est ainsi qu'au début des années 1950, en pleine vague de maccarthisme, elle obtint 99 000 votes.

### Décès
Anita Whitney mourut le 4 février 1955 à San Francisco.